# Blanquicos
Els blanquicos són un tipus de llonganisses de la tradició culinària pied-noir. Com totes les xarcuteries de la cuina pied-noir, té un origen ibèric, com es pot veure pel nom en castellà (blanquico ve de blanco amb el diminutiu -ico). Els blanquicos estan fets de carn de porc o vedella, sal, pebre, nou moscada i canyella. Durant la fase de fabricació són cuits dins d'un court-bouillon. A l'hora de cuinar-los, o bé es torren, o s'incorporen com ingredient a plats com el potatge.